# Instituto de Organização Racional do Trabalho
Instituto de Organização Racional do Trabalho (IDORT) é uma instituição brasileira de direito privado, sem fins lucrativos, constituída no modelo de associação, reconhecida de utilidade pública pela Lei 2284, de 29 de novembro de 1973.

## História
Criado em 1931 por vários empresários brasileiros dentre eles Armando de Salles Oliveira e o professor Roberto Mange, estruturou-se nos moldes da Taylor Society, dos Estados Unidos divulgando no Brasil o processo racionalista de trabalho, a partir das idéias de Frederick W. Taylor (1856-1915).
Preocupado com os aspectos organizacionais e de formação profissional, começou suas atividades em empresas privadas. Já a partir de 1934 começou a focar suas atividades na administração pública